# Hemmessen
Hemmessen ist neben Wadenheim und Beul einer der drei historischen Ortsteile von Bad Neuenahr, das heute als Stadtteil und Ortsbezirk zu Bad Neuenahr-Ahrweiler im nördlichen Rheinland-Pfalz gehört. 

## Geschichte
Hemmessen wurde am 13. Dezember 1108 erstmals als Hemmingeshobe urkundlich erwähnt, als Graf Adalbert von Saffenberg und sein Sohn Adolf dem Kloster Herzogenrath (heute Abtei Rolduc genannt) Güter zu Ahrweiler, Mayschoß, Lantershoven und Hemmessen schenkte. Das Dorf war bis 1603 Standort einer Bannmühle für die Grafschaft Neuenahr. 
Hemmessen gehörte zum Kirchspiel Wadenheim. Nachdem das Rheinland 1815 aufgrund der Beschlüsse auf dem Wiener Kongress zu Preußen gekommen war, bildete Wadenheim eine Gemeinde, zu der auch die Dörfer Hemmessen und Beul gehörten. Die drei Orte wuchsen nach der Entdeckung der Apollinarisquelle 1852 sowie der Augusta- und Victoria-Quellen 1854 und der Eröffnung der ersten Badesaison 1859 zusammen. Die Gemeinde Wadenheim wurde 1875 in „Gemeinde Neuenahr“ umbenannt.
Die Kapelle St. Sebastian wurde 1869 an Stelle eines Vorgängerbaus errichtet.
Seit dem 7. Juli 1969 ist Bad Neuenahr und damit auch Hemmessen Teil der damals neu gebildeten Stadt Bad Neuenahr-Ahrweiler.